# Thoreaulite
La thoreaulite est un minéral découvert au Zaïre (Shaba), de formule SnTa2O6.

## Historique de la description et appellations

### Inventeur et étymologie
Découverte en 1933, son existence est entérinée par Henri Buttgenbach qui en dédie la dénomination à Jacques Thoreau.

### Topotype
Le topotype se trouve à la mine Manono au Katanga (Shaba) en République démocratique du Congo (Zaïre).

## Cristallographie
La thoreaulite cristallise dans le monoclinique, de groupe d'espace Cc (Z = 4 unités formulaires par maille conventionnelle).
- Paramètres de maille : {\displaystyle a} = 17,113 Å, {\displaystyle b} = 4,872 Å, {\displaystyle c} = 5,548 Å, β = 90,59° (volume de la maille V = 462,54 Å3)
- Masse volumique calculée = 8,28 g/cm3

Les cations Sn2+ ont une coordination 5 d'anions O2− avec une longueur de liaison Sn-O moyenne de 2,389 Å. Les cations Ta5+ sont distribués sur deux sites non-équivalents et ont une coordination octaédrique déformée d'O2−, avec une longueur de liaison Ta-O moyenne de 2,003 Å.

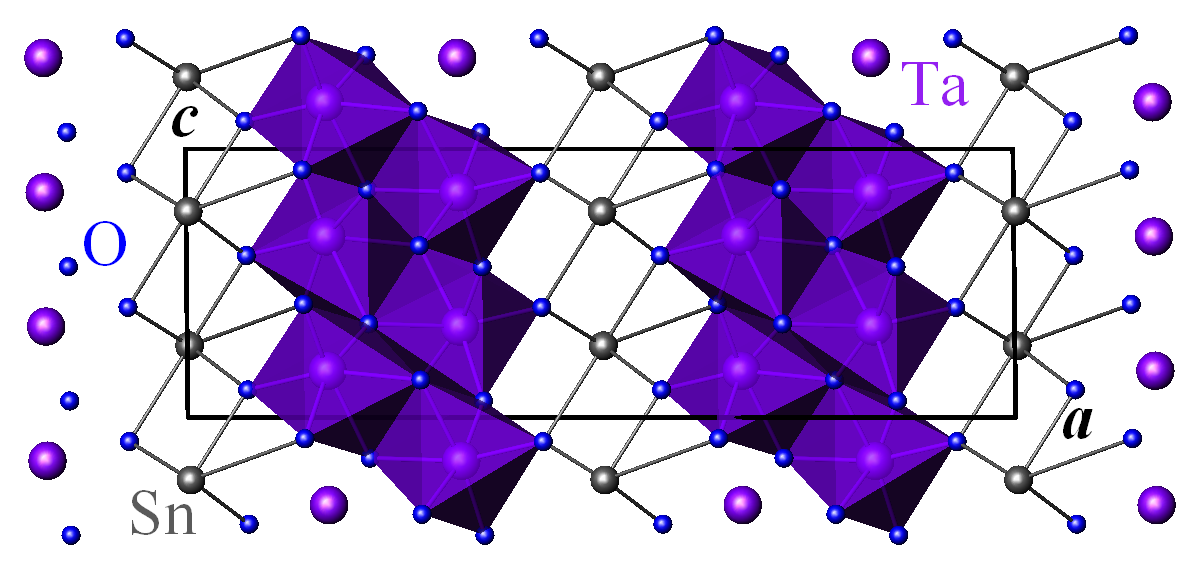
Structure de la thoreaulite projetée sur le plan (a, c). Violet : Ta, gris : Sn, bleu : O.

Les octaèdres TaO6 sont reliés deux à deux par une arête et forment des groupes Ta2O10 ; ces groupes sont reliés par leurs sommets et forment des couches Ta4O12 parallèles au plan (b, c), séparées par les cations Sn2+.